# Humboldt (Illinois)
Humboldt es una villa ubicada en el condado de Coles en el estado estadounidense de Illinois. En el Censo de 2010 tenía una población de 437 habitantes y una densidad poblacional de 484,85 personas por km².

## Geografía
Humboldt se encuentra ubicada en las coordenadas 39°36′17″N 88°19′12″O / 39.60472, -88.32000. Según la Oficina del Censo de los Estados Unidos, Humboldt tiene una superficie total de 0.9 km², de la cual 0.9 km² corresponden a tierra firme y (0%) 0 km² es agua.

## Demografía
Según el censo de 2010, había 437 personas residiendo en Humboldt. La densidad de población era de 484,85 hab./km². De los 437 habitantes, Humboldt estaba compuesto por el 94.97% blancos, el 2.06% eran afroamericanos, el 0% eran amerindios, el 0% eran asiáticos, el 0% eran isleños del Pacífico, el 2.52% eran de otras razas y el 0.46% pertenecían a dos o más razas. Del total de la población el 7.32% eran hispanos o latinos de cualquier raza.